# Giuseppe Francica-Nava de Bontifè
Giuseppe Francica-Nava de Bontifè (né le 23 juillet 1846 à Catane en Sicile, et mort le 7 décembre 1928 dans la même ville) est un cardinal italien de la fin du XIXe siècle et du début du XXe siècle. 

## Biographie
Giuseppe Francica-Nava de Bontifè est élu évêque titulaire d' Alabanda (de) et nommé évêque auxiliaire de Caltanissetta en 1883 et est consacré le 21 octobre de la même année par l'évêque de Caltanissetta Giovanni Battista Guttadauro di Reburdone (it) avec comme co-consécrateurs Giovanni Blandini (it) et Gaetano Blandini (it). Il est promu archevêque titulaire d'Héraclée-en-Europe (de) et nommé nonce apostolique en Belgique (en) en 1889. Il est transféré à l'archevêché de Catane en 1895. En 1896, il devient nonce apostolique en Espagne.
Le pape Léon XIII le crée cardinal lors du consistoire du 18 juin 1899. Il participe au conclave de 1903, lors duquel Pie X est élu pape, au conclave de 1914 (élection de Benoît XV) et au conclave de 1922 (élection de Pie XI). Il est cardinal proto-prêtre à partir de 1924.

## Succession apostolique
La succession apostolique est:
- Évêque Antoine Stillemans (1890)
- Évêque Antonio Maria Cesareo (1896)
- Évêque Pere Campins (es) (1898)
- Archevêque Ferdinando Fiandaca (it) (1903)
- Évêque Mario Sturzo (it) (1903)
- Archevêque Giovanni Jacono (1918)
- Archevêque Giacomo Carabelli (it) (1921)